# Rescue Rover
Rescue Rover è un videogioco rompicapo scritto da id Software nel 1991, e pubblicato da Softdisk come shareware (sono disponibili gratuitamente i primi 10 livelli, mentre nella versione "registrata" ne sono presenti altri 20). Si tratta di uno dei videogiochi realizzati da id Software per soddisfare il contratto firmato con Softdisk, che prevedeva la consegna di un determinato numero di titoli nonostante il team di sviluppo si fosse già accordato con Apogee Software per la distribuzione di Commander Keen. 

## Modalità di gioco
Lo scopo di ogni livello è quello di guidare il protagonista Roger all'uscita, salvando il suo cane Rover ed evitando nel contempo vari pericoli rappresentati da robot. Roger può spostare degli oggetti in grado di aiutarlo nell'impresa: specchi per deflettere raggi laser, casse di legno per superare corsi d'acqua, ecc. Ogni volta che Roger viene colpito, parte una breve animazione che varia a seconda del tipo di danno che subisce.

## Rescue Rover 2
Il seguito, Rescue Rover 2, è caratterizzato da uno stile di gioco virtualmente identico;  ci sono molte variazioni riguardo all'aspetto grafico, a partire dall'aspetto dei menu, nel quale è possibile utilizzare il mouse; inoltre è presente il supporto per le schede audio AdLib e Sound Blaster.